# 碱式盐
碱式盐是盐类的一种，除了含有金属离子和酸根离子外，还含有氢氧根或氧離子的盐类；也可认为是碱的氢氧根没有被酸完全中和所得的产物。
含羥基的鹼式盐又稱為羥基盐，可視為金屬離子、氫氧根及阴離子合成的鹽類，如碱式碳酸銅（Cu
2(OH)
2CO
3）、碱式氯化镁（Mg(OH)Cl）、碱式碳酸铅（Pb3(OH)2(CO3)2）等為羥基盐。
含氧基的鹼式盐稱為氧化鹽，可視為金屬離子、氧離子（O2−
）及阴離子合成的鹽類。如鹼式碳酸鉍（Bi
2O
2(CO
3)）即為氧化盐。

## 鹼式盐列表
- 鹼式碳酸銅（Cu2(OH)2CO3）
- 鹼式碳酸鎂（Mg(OH)2·4MgCO3·6H2O）
- 鹼式碳酸鋁鎂（Mg5Al(OH)3(CO3)5·10H2O）
- 羟基磷灰石（Ca5(PO4)3·(OH)）
- 硫酸二氧化二锑（(SbO)2SO4）
- 鹼式氯化鎂（Mg(OH)Cl）
- 鹼式碳酸鉍（Bi
2O
2(CO
3)）

## 参看
- 无机物
- 盐：正盐 - 酸式盐